# Eurovision Song Contest

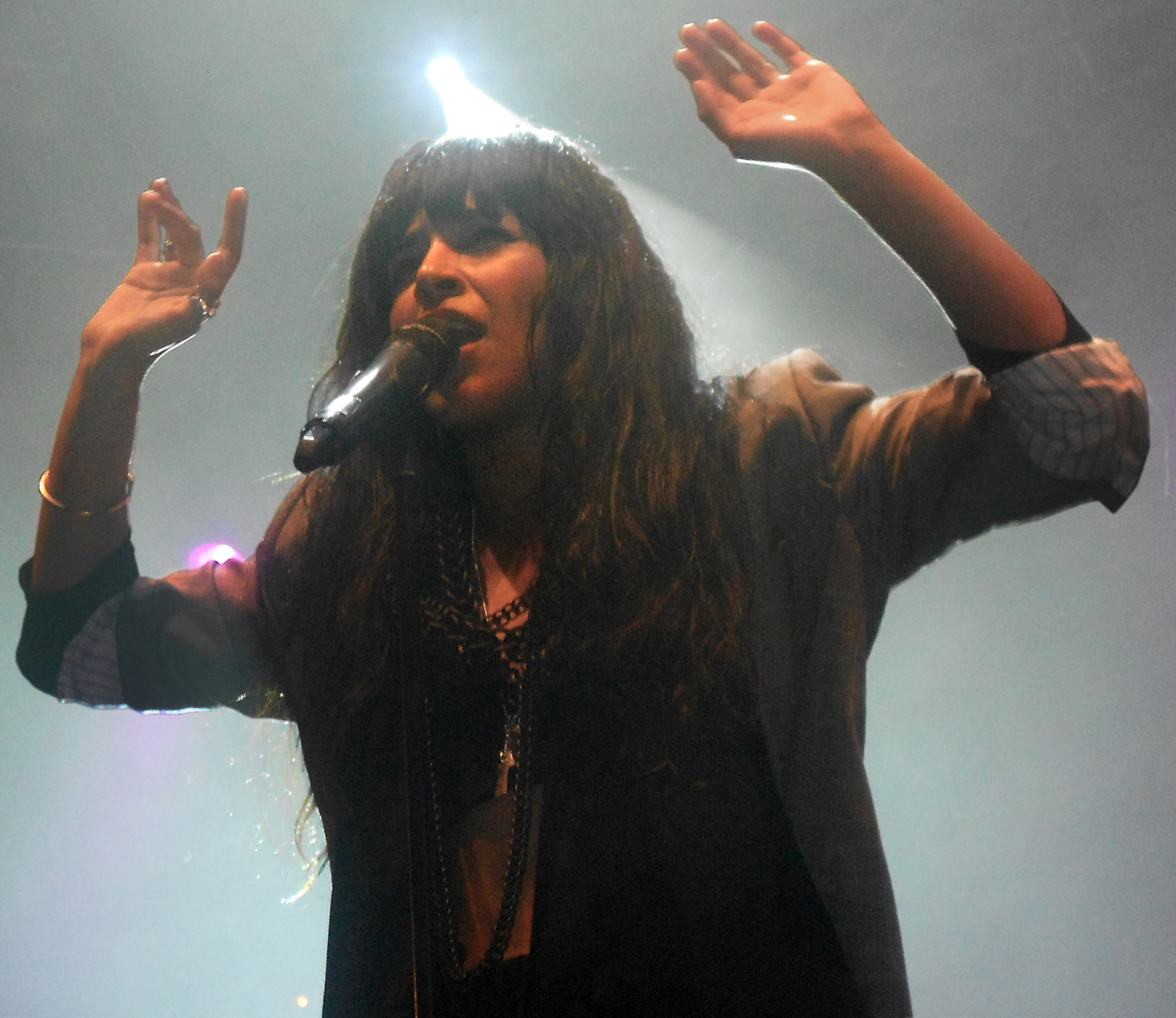
Vítězka Eurovize 2012 Loreen, jejíž singl „Euphoria“ bodoval mimo jiné i v českých hitparádách

Eurovision Song Contest (česky Velká cena Eurovize, francouzsky Concours Eurovision de la chanson, doslova Písňová soutěž Eurovize, též jenom Eurovize) je každoroční hudební soutěž pořádaná Evropskou vysílací unií (EVU). Každou zemi reprezentuje interpret s jednou soutěžní písní, o vítězi následně rozhodují poroty a diváci ze zúčastněných zemí.
Soutěž byla inspirována italským hudebním festivalem Sanremo, který se v zemi koná od roku 1951. Eurovize se koná nepřetržitě od roku 1956 (vyjma roku 2020), což z ní dělá nejdéle vysílanou mezinárodní televizní hudební soutěž a jeden z nejdéle vysílaných televizních programů. Soutěže se mohou účastnit aktivní a přidružení členové EVU; k roku 2023 se alespoň jednoho ročníku zúčastnilo 52 zemí. Každá země posílá do soutěže jednu originální píseň dlouhou maximálně 3 minuty, kterou musí interpret nebo skupina zazpívat živě, přičemž na pódiu může být maximálně 6 osob, všechny ve věku minimálně 16 let. Každá země po odezpívání všech písní uděluje body od 1 do 8, 10 a 12 celkem deseti písním, hlasy odevzdávají poroty složené z hudebních profesionálů a diváci. Píseň, která získá nejvíce bodů, vyhrává. Kromě soutěžících jsou součástí programu také úvodní či intervalové akty, kterých se účastní hosté z hudebního průmyslu i jiných uměleckých odvětví – v minulosti se na pódiu představili například Cirque du Soleil, Madonna, Justin Timberlake, Mika nebo Rita Ora. Původně se soutěž konala pouze jeden večer, po rozšíření o další země (včetně zemí mimo Evropu, jako například Izrael nebo Austrálie), byla v 90. letech 20. století zavedena kvalifikační pravidla a na začátku 21. století byla zavedena semifinálová kola. K roku 2023 se soutěže nejčastěji účastnilo Německo, které chybělo pouze jedenkrát. Nejvíce titulů mají Irsko a Švédsko, a to 7.
Tradičně se soutěž koná v zemi, která zvítězila v předchozím ročníku. Eurovize umožňuje turistickou propagaci hostitelského města i celé země, každého ročníku se účastní tisíce diváků. Soutěž se vysílá v řadě zemí na celém světě, od roku 2001 je k dispozici také online na oficiálních webových stránkách. Eurovize každoročně patří mezi nejsledovanější nesportovní akci, celosvětově ji sledují stovky milionů diváků. Účast na soutěži pomohla řadě interpretů ke slávě, v minulosti se jí zúčastnili například ABBA, Céline Dion, Julio Iglesias, Cliff Richard nebo Olivia Newton-John; některé z nejprodávanějších singlů měly premiéru na eurovizním pódiu.
Přestože soutěž získala oblibu u diváků po celém světě, stala se také terčem kritiky kvůli kvalitě některých interpretů nebo politice. Z důvodu blízkého přátelství či rivality některých zemí se objevují obavy, že může docházet k ovlivnění výsledků. V minulosti došlo k několika kontroverzním momentům, například k odstoupení těsně před konáním soutěže, cenzuře vybraných soutěžních momentů v některých zemích nebo k odstoupení z politických důvodů. Eurovize si ale získala popularitu například díky kýčovitosti nebo propagaci rozmanité hudby od mezinárodních stylů až po etnické písně. Díky tomu vznikla i řada podobných akcí, které organizuje EVU či jiné vysílací organizace.

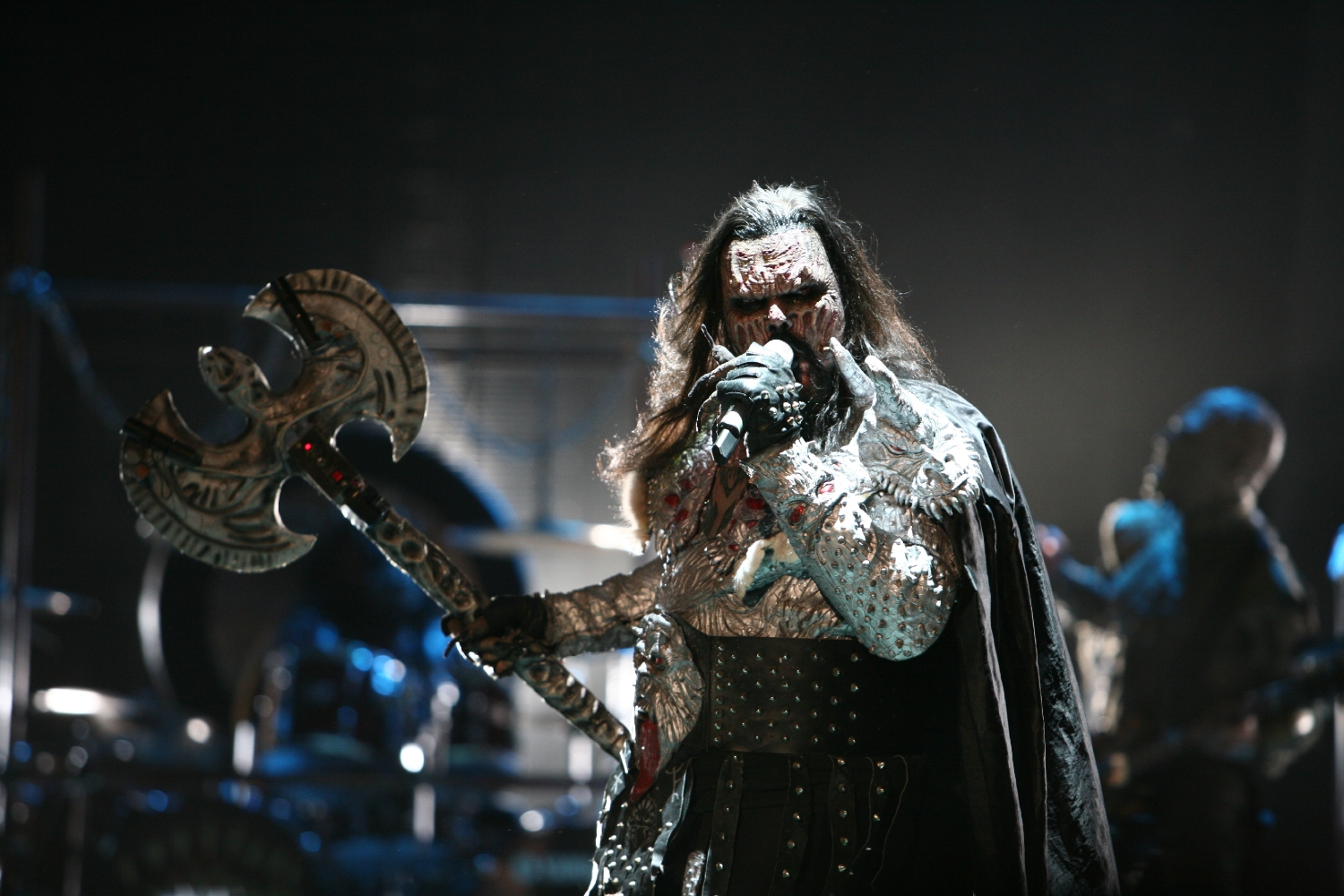
Finská kapela Lordi, představitel tvrdší hudby a extravagantního stylu

## Účast

Účast zemí:
Účastnily se aspoň jednou
Nikdy se neúčastnily, i když jsou k tomu oprávněny
Měly se účastnit, ale rozhodnutí stáhly
Účastnily se jako součást jiné země, ale nikdy jako suverénní země

Účast v Eurovizi je podmíněna aktivním členstvím v Evropské vysílací unii (EVU) či Radě Evropy. V Česku tuto podmínku splňuje Česká televize a Český rozhlas. Faktické umístění zemí v Evropě není přímo závazné - soutěže se účastní několik zemí nacházejících se alespoň zčásti v přilehlé části Asie (Gruzie, Ázerbájdžán, Izrael, Kypr, Turecko), neboť kulturně inklinují k Evropě. Jedinou africkou zemí, která se soutěže dosud zúčastnila, bylo Maroko (1980). Od roku 2015 je pravidelným účastníkem také Austrálie.
V současné době probíhají spekulace o možné budoucí účasti Kazachstánu, Lichtenštejnska a Kosova.
Do finále soutěže od roku 2000 automaticky postupují země, které nejvíce přispívají do rozpočtu EVU. Součástí skupiny, nazývané jako Velká čtyřka, jsou Francie, Německo, Španělsko a Spojené království, ke kterým se v rámci svého návratu do soutěže v roce 2011 přidala Itálie, čímž se z nich stala tzv. Velká pětka. Automatickou účast ve finále má kromě těchto pěti zemí také vítěz posledního ročníku.
Soutěže se dosud alespoň jedenkrát účastnilo 52 zemí. V následující tabulce jsou seřazeny podle roku první účasti.
| Rok  | Debutující země    |
| ---- | ------------------ |
| 1956 | Belgie             |
| 1956 | Francie            |
| 1956 | Německo            |
| 1956 | Itálie             |
| 1956 | Lucembursko        |
| 1956 | Nizozemsko         |
| 1956 | Švýcarsko          |
| 1957 | Rakousko           |
| 1957 | Dánsko             |
| 1957 | Spojené království |
| 1958 | Švédsko            |
| 1959 | Monako             |
| 1960 | Norsko             |
| 1961 | Finsko             |
| 1961 | Španělsko          |
| 1961 | Jugoslávie         |
| 1964 | Portugalsko        |
| 1965 | Irsko              |

| Rok  | Debutující země     |
| ---- | ------------------- |
| 1971 | Malta               |
| 1973 | Izrael              |
| 1974 | Řecko               |
| 1975 | Turecko             |
| 1980 | Maroko              |
| 1981 | Kypr                |
| 1986 | Island              |
| 1993 | Bosna a Hercegovina |
| 1993 | Chorvatsko          |
| 1993 | Slovinsko           |
| 1994 | Estonsko            |
| 1994 | Maďarsko            |
| 1994 | Litva               |
| 1994 | Polsko              |
| 1994 | Rumunsko            |
| 1994 | Rusko               |
| 1994 | Slovensko           |
| 1998 | Severní Makedonie   |

| Rok  | Debutující země     |
| ---- | ------------------- |
| 2000 | Lotyšsko            |
| 2003 | Ukrajina            |
| 2004 | Albánie             |
| 2004 | Andorra             |
| 2004 | Belgie              |
| 2004 | Srbsko a Černá Hora |
| 2005 | Bulharsko           |
| 2005 | Moldavsko           |
| 2006 | Arménie             |
| 2007 | Česko               |
| 2007 | Gruzie              |
| 2007 | Černá Hora          |
| 2007 | Srbsko              |
| 2008 | Ázerbájdžán         |
| 2008 | San Marino          |
| 2015 | Austrálie           |

### Vítězové
| Ročník | Stát                              | Píseň                             | Interpret                            | Počet bodů                        |
| ------ | --------------------------------- | --------------------------------- | ------------------------------------ | --------------------------------- |
| 1956   | Švýcarsko                         | „Refrain“                         | Lys Assia                            | —                                 |
| 1957   | Nizozemsko                        | „Net Als Toen“                    | Corry Brokken                        | 31                                |
| 1958   | Francie                           | „Dors, Mon Amour“                 | André Claveau                        | 27                                |
| 1959   | Nizozemsko                        | „Een Beetje“                      | Teddy Scholten                       | 21                                |
| 1960   | Francie                           | „Tom Pillibi“                     | Jacqueline Boyer                     | 32                                |
| 1961   | Lucembursko                       | „Nous les amoureux“               | Jean-Claude Pascal                   | 31                                |
| 1962   | Francie                           | „Un premier amour“                | Isabelle Aubretová                   | 26                                |
| 1963   | Dánsko                            | „Dansevise“                       | Grethe & Jørgen Ingmann              | 42                                |
| 1964   | Itálie                            | „Non Ho L'Età“                    | Gigliola Cinquetti                   | 49                                |
| 1965   | Lucembursko                       | „Poupée de cire, poupée de son“   | France Gall                          | 32                                |
| 1966   | Rakousko                          | „Merci Chérie“                    | Udo Jürgens                          | 31                                |
| 1967   | Spojené království                | „Puppet On A String“              | Sandie Shaw                          | 47                                |
| 1968   | Španělsko                         | „La La La“                        | Massiel                              | 29                                |
| 1969   | Španělsko                         | „Vivo Cantando“                   | Salomé                               | 18                                |
| 1969   | Spojené království                | „Boom Bang-a-Bang“                | Lulu                                 | 18                                |
| 1969   | Nizozemsko                        | „De Troubadour“                   | Lenny Kuhr                           | 18                                |
| 1969   | Francie                           | „Un Jour, Un Enfant“              | Frida Boccara                        | 18                                |
| 1970   | Irsko                             | „All Kinds Of Everything“         | Dana                                 | 32                                |
| 1971   | Monako                            | „Un Banc, Un Arbre, Une Rue“      | Séverine                             | 128                               |
| 1972   | Lucembursko                       | „Après Toi“                       | Vicky Leandros                       | 128                               |
| 1973   | Lucembursko                       | „Tu Te Reconnaîtras“              | Anne-Marie David                     | 129                               |
| 1974   | Švédsko                           | „Waterloo“                        | ABBA                                 | 24                                |
| 1975   | Nizozemsko                        | „Ding-A-Dong“                     | Teach-In                             | 152                               |
| 1976   | Spojené království                | „Save Your Kisses For Me“         | Brotherhood of Man                   | 164                               |
| 1977   | Francie                           | „L'Oiseau Et L'Enfant“            | Marie Myriam                         | 136                               |
| 1978   | Izrael                            | „A-Ba-Ni-Bi“                      | Izhar Cohen & Alphabeta              | 157                               |
| 1979   | Izrael                            | „Hallelujah“                      | Gali Atari & Milk and Honey          | 125                               |
| 1980   | Irsko                             | „What's Another Year?“            | Johnny Logan                         | 143                               |
| 1981   | Spojené království                | „Making Your Mind Up“             | Bucks Fizz                           | 136                               |
| 1982   | Německo                           | „Ein Bisschen Frieden“            | Nicole                               | 161                               |
| 1983   | Lucembursko                       | „Si La Vie Est Cadeau“            | Corinne Hermès                       | 142                               |
| 1984   | Švédsko                           | „Diggi-Loo Diggi-Ley“             | Herreys                              | 145                               |
| 1985   | Norsko                            | „La det swinge“                   | Bobbysocks!                          | 123                               |
| 1986   | Belgie                            | „J'aime La Vie“                   | Sandra Kim                           | 176                               |
| 1987   | Irsko                             | „Hold Me Now“                     | Johnny Logan                         | 172                               |
| 1988   | Švýcarsko                         | „Ne Partez Pas Sans Moi“          | Céline Dion                          | 137                               |
| 1989   | Jugoslávie                        | „Rock Me“                         | Riva                                 | 137                               |
| 1990   | Itálie                            | „Insieme: 1992“                   | Toto Cutugno                         | 149                               |
| 1991   | Švédsko                           | „Fångad av en stormvind“          | Carola                               | 146                               |
| 1992   | Irsko                             | „Why Me“                          | Linda Martin                         | 155                               |
| 1993   | Irsko                             | „In Your Eyes“                    | Niamh Kavanagh                       | 187                               |
| 1994   | Irsko                             | „Rock 'n' Roll Kids“              | Paul Harrington & Charlie McGettigan | 226                               |
| 1995   | Norsko                            | „Nocturne“                        | Secret Garden                        | 148                               |
| 1996   | Irsko                             | „The Voice“                       | Eimear Quinnová                      | 162                               |
| 1997   | Spojené království                | „Love Shine A Light“              | Katrina and the Waves                | 227                               |
| 1998   | Izrael                            | „Diva“                            | Dana International                   | 172                               |
| 1999   | Švédsko                           | „Take Me to Your Heaven“          | Charlotte Nilsson                    | 163                               |
| 2000   | Dánsko                            | „Fly On The Wings Of Love“        | Olsen Brothers                       | 195                               |
| 2001   | Estonsko                          | „Everybody“                       | Tanel Padar, Dave Benton & 2XL       | 198                               |
| 2002   | Lotyšsko                          | „I Wanna“                         | Marie N                              | 176                               |
| 2003   | Turecko                           | „Everyway That I Can“             | Sertab Erener                        | 167                               |
| 2004   | Ukrajina                          | „Wild Dances“                     | Ruslana                              | 280                               |
| 2005   | Řecko                             | „My Number One“                   | Elena Paparizou                      | 230                               |
| 2006   | Finsko                            | „Hard Rock Hallelujah“            | Lordi                                | 292                               |
| 2007   | Srbsko                            | „Molitva“                         | Marija Šerifović                     | 268                               |
| 2008   | Rusko                             | „Believe“                         | Dima Bilan                           | 272                               |
| 2009   | Norsko                            | „Fairytale“                       | Alexander Rybak                      | 387                               |
| 2010   | Německo                           | „Satellite“                       | Lena Meyer-Landrut                   | 246                               |
| 2011   | Ázerbájdžán                       | „Running Scared“                  | Eldar a Nigar                        | 221                               |
| 2012   | Švédsko                           | „Euphoria“                        | Loreen                               | 372                               |
| 2013   | Dánsko                            | „Only Teardrops“                  | Emmelie de Forest                    | 281                               |
| 2014   | Rakousko                          | „Rise Like a Phoenix“             | Conchita Wurst                       | 290                               |
| 2015   | Švédsko                           | „Heroes“                          | Måns Zelmerlöw                       | 365                               |
| 2016   | Ukrajina                          | „1944“                            | Džamala                              | 534                               |
| 2017   | Portugalsko                       | „Amar pelos dois“                 | Salvador Sobral                      | 758                               |
| 2018   | Izrael                            | „Toy“                             | Netta Barzilai                       | 529                               |
| 2019   | Nizozemsko                        | „Arcade“                          | Duncan Laurence                      | 498                               |
| 2020   | Zrušeno kvůli pandemii covidu-19. | Zrušeno kvůli pandemii covidu-19. | Zrušeno kvůli pandemii covidu-19.    | Zrušeno kvůli pandemii covidu-19. |
| 2021   | Itálie                            | „Zitti E Buoni“                   | Måneskin                             | 524                               |
| 2022   | Ukrajina                          | „Stefanija“                       | Kalush Orchestra                     | 631                               |
| 2023   | Švédsko                           | „Tattoo“                          | Loreen                               | 583                               |
| 2024   | Švýcarsko                         | „The Code“                        | Nemo                                 | 591                               |
| 2025   | Rakousko                          | „Wasted Love“                     | JJ                                   | 436                               |

#### Počet výher jednotlivých zemí

Mapa zemí podle počtu vítězství (2021)

| Stát               | Vítězství | Roky                                     |
| ------------------ | --------- | ---------------------------------------- |
| Irsko              | 7         | 1970, 1980, 1987, 1992, 1993, 1994, 1996 |
| Švédsko            | 7         | 1974, 1984, 1991, 1999, 2012, 2015, 2023 |
| Nizozemsko         | 5         | 1957, 1959, 1969, 1975, 2019             |
| Spojené království | 5         | 1967, 1969, 1976, 1981, 1997             |
| Lucembursko        | 5         | 1961, 1965, 1972, 1973, 1983             |
| Francie            | 5         | 1958, 1960, 1962, 1969, 1977             |
| Izrael             | 4         | 1978, 1979, 1998, 2018                   |
| Itálie             | 3         | 1964, 1990, 2021                         |
| Dánsko             | 3         | 1963, 2000, 2013                         |
| Rakousko           | 3         | 1966, 2014, 2025                         |
| Norsko             | 3         | 1985, 1995, 2009                         |
| Ukrajina           | 3         | 2004, 2016, 2022                         |
| Švýcarsko          | 3         | 1956, 1988, 2024                         |
| Německo            | 2         | 1982, 2010                               |
| Španělsko          | 2         | 1968, 1969                               |
| Portugalsko        | 1         | 2017                                     |
| Ázerbájdžán        | 1         | 2011                                     |
| Rusko              | 1         | 2008                                     |
| Srbsko             | 1         | 2007                                     |
| Finsko             | 1         | 2006                                     |
| Řecko              | 1         | 2005                                     |
| Turecko            | 1         | 2003                                     |
| Lotyšsko           | 1         | 2002                                     |
| Estonsko           | 1         | 2001                                     |
| Jugoslávie         | 1         | 1989                                     |
| Belgie             | 1         | 1986                                     |
| Monako             | 1         | 1971                                     |

## Pořadatelství

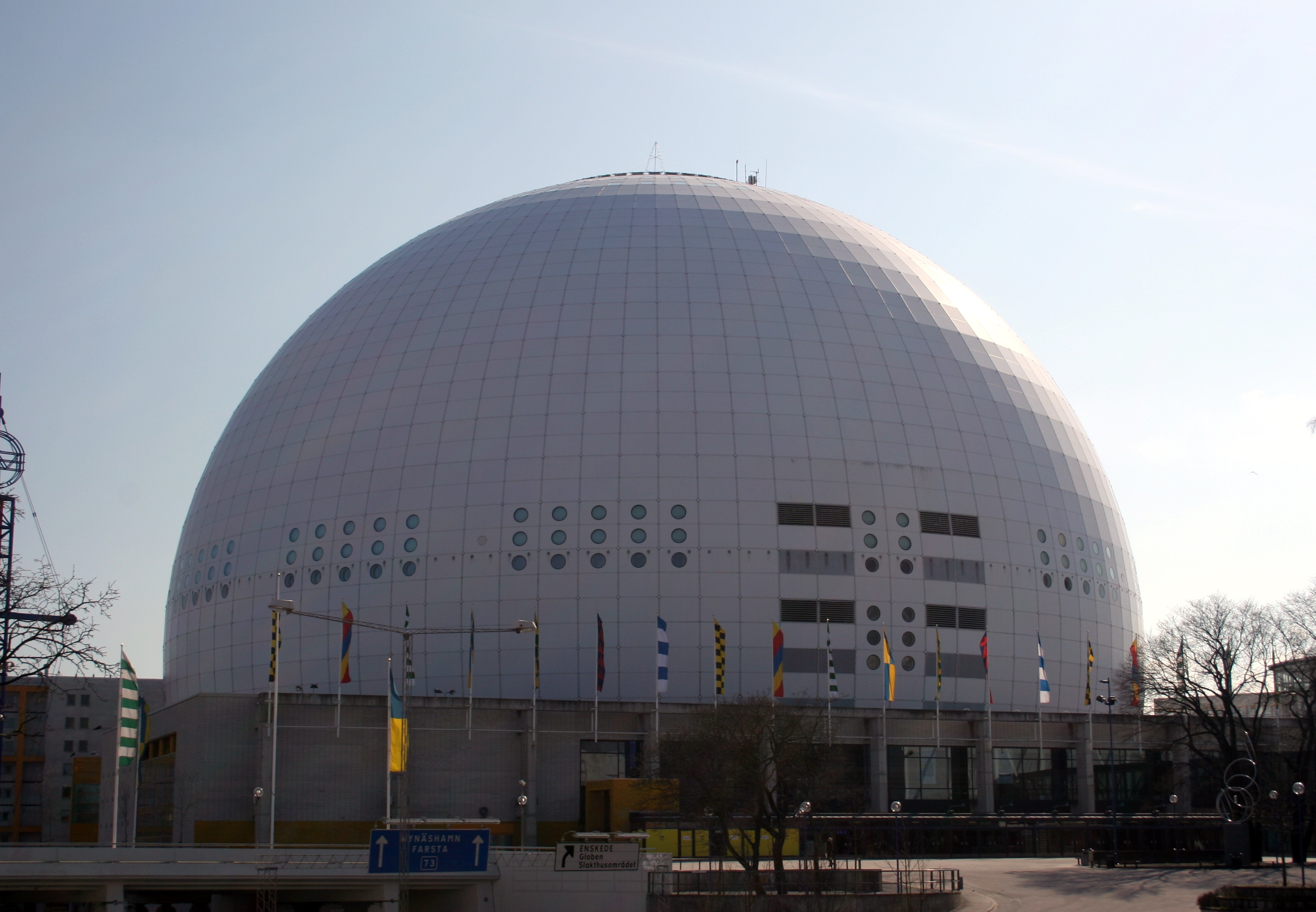
Globen, Stockholm, místo konání Eurovize 2000 a 2016

Dle pravidel od roku 1958 soutěž tradičně pořádá vítěz předchozího ročníku. Přípravy dalšího ročníku započnou většinou již několik týdnů po skončení soutěže – vítězná země vybírá pořádající město a arénu, zajišťuje zázemí pro zahraniční delegace. Během Eurovize je cestovní ruch pořadatelského města silně ovlivněn pobytem tisíců fanoušků ze všech koutů světa.[zdroj?]
Většinu nákladů pokryjí sponzoři a příspěvky účastnících se zemí. Část rozpočtu uvolňuje vláda země. V roce 2005 pořádající Ukrajina upustila z důvodu pořádání Eurovize od vízové povinnosti cizinců.
Největší přispěvatelé do soutěže jsou země tzv. Big5, tedy: Německo (ARD), Itálie (Rai), Francie (France Television), Španělsko (TVE) a Velká Británie (BBC).
Pokud vítězná země není z nějakého důvodu schopna uspořádat následující ročník, převezme tento úkol jiná účastnící se země – jedná se o případy finanční vytíženosti pořadatelského vysílatele, přestože v posledních letech byly ročníky v Srbsku a Rusku zamýšleny k přesunutí z bezpečnostních důvodů (nikdy však k takovému kroku nedošlo). Výjimkou v pořádání soutěže bylo těchto šest ročníků:
- 1960: Nizozemsko nebylo schopné soutěž uspořádat kvůli nákladům, pořadatelem byl Londýn a BBC (Spojené království v roce 1959 obsadilo druhé místo).
- 1963: Francie nebyla schopná soutěž uspořádat kvůli nákladům, pořadatelem byl Londýn a BBC (Spojené království v roce 1962 obsadilo až čtvrté místo, ovšem druhé Monako a třetí Lucembursko soutěž také odmítly pořádat).
- 1972: Monako nebylo schopné pro soutěž najít vhodné místo konání, pořadatelem byl Edinburgh a BBC (Monacká televize se obrátila na britského vysílatele díky předešlé zkušenosti).
- 1974: Lucembursko nebylo schopné soutěž uspořádat kvůli nákladům, pořadatelem byl Brighton a BBC.
- 1980: Izrael nebyl schopen soutěž uspořádat kvůli nákladům, neboť soutěž pořádal i v roce 1979. Na den finále (19. duben) navíc připadal svátek Jom ha-zikaron, během něhož by izraelský umělec nemohl veřejně vystoupit. Pořadatelem byl nizozemský NOS a Haag, neboť jiní vysílatelé včetně BBC odmítli pořádání soutěže.
- 2023: Ukrajina nebyla schopná zajistit bezpečnost soutěže, kvůli ruské invazi. Pořadatelství převzal Liverpool a BBC.